# Kalona
Kalona je pali anđeo koji je bio ljubavnik Nyx (božice vampira, također je bio njezin ratnik. Bio je ljubomoran na Erebusa, Nyxinog priležnika te se odmetnuo od nje. Poznat je i kao otac vrana. Službeno je protjeran iz onostranstva. Živi tisućama godina i može promijeniti izgled tako da se više ljudi odjednom zaljubi od njega.
On voli Ay-a, ženu koju su stvorile drevne Cherokee žene da bi ga zarobile jer je vršio teror nad njima. 
Bio je ratnik tisućama godina, kada je istjeran iz onozemlja. Kad je došao na zemlju shvatio je da je lako manipulirati ljudima, točnije indijanskim plemenima. On to znanje koristi da bi spavao sa ženama, ali ubrzo otkriva da želi više žena nego što je voljno spavati s njim, pa ih siluje. Tako se rađaju njegovi sinovi Gavrani rugalice. 
Kada je Kalona pokazao svoje pravo lice, skupina žena je napravila prekrasnu djevojku koja se zvala Ay-a, koja je zapravo bila sačinjena od zemlje. Kalona se zaljubio u nju, ona ga je namamila u podzemnu pećinu i tu zarobila.
Kalona se također pojavljuje u seriji knjiga Kuća Noći (House of Night), gdje se zaljubljuje u Zoey Redbird. U knjigama on želi osvetiti svoj progon iz onostranstva, gdje je uživao ljubav vampirske božice. Tu ga oslobađa vrhovna svećenica Neferet koja se bori protiv božice. Ona se želi udružiti s njim da bi postala vrhunsko vampirsko božanstvo, ali Kalona odbija i ostaje vjeran Nyx iako ga se ona odrekla.

## Vanjske poveznice
- Kalona - Raven Mocker (imitator)